# 金银湖街道
金银湖街道，是中华人民共和国湖北省武汉市东西湖区下辖的一个乡镇级行政单位。

## 行政区划
金银湖街道下辖以下地区：
鑫桥社区、金银湖社区、李家墩社区、金泰社区、东啤社区、金口社区、何家庙社区、塔尔头社区、四季花城社区、碧海社区、恋湖社区、丽水社区、常安社区、严家渡社区、南湖大队村、东湖大队村和新港大队村。